# 眞乃ゆりあ
眞乃 ゆりあ（まの ゆりあ、1952年6月24日 - ）は、日本の女優。兵庫県出身。身長158cm、血液型はO型。

## 略歴
- 宝塚歌劇団出身。（60期生）
- 星・花組合同公演『虞美人[2]』で初舞台。
- 宝塚入団時の成績は40人中30位[2]。
- 1985年4月30日付[2]で宝塚を退団。
- 退団後は舞台、テレビドラマなどで活躍する。
- 旧芸名・真乃ゆりあ

## 出演歴

### テレビドラマ
- 「暴れん坊将軍II・決戦前夜の仮祝言!（第176話）」（1986年） - おひろ 役
- 「光戦隊マスクマン・地底からの亡命者（第11話）」（1987年5月9日） - イガム家王妃 役
- 「はぐれ刑事純情派(7)・人が殺される!?霊感を利用された女（第2話）」（1994年4月13日）
- 「家族の条件〜優子の青春物語〜」（1994年11月23日）
- 「観光バスが消えた…　鳥羽・伊勢志摩ツアーの罠」（1995年2月6日・月曜ドラマスペシャル）
- 「文吾捕物絵図・張り込み！恋人は現れるか？謎の父娘と暴かれる悲しい過去（張込み）」（1996年4月5日・松本清張原案 時代劇スペシャル）
- 「暴れん坊将軍VII・吉宗よ、誰が為に泣く（第9話）」（1996年10月19日） - お峯 役
- 「Deep Love〜ホスト〜」（2005年1月7日〜2005年3月18日）
- 「芸者小春姐さん奮闘記(4)・乱れ桜殺人事件」（2007年5月16日・水曜ミステリー9）
- 「水戸黄門第40部 第15話 届け歌声、響け空桶・高山」 （2009年11月16日） - おちか 役

### 舞台
- 「傷だらけの人生」
- 「笑売繁昌で幸もってこい」
- 「阿修羅のごとく」
- 「三味線風浪唄」（2001年1月・明治座）
- 「歌舞奏スペシャル in SHINJUKU（五木ひろし特別公演）」（2007年7月2日〜27日・新宿コマ劇場）

※ この他舞台への出演作多数。